# Priesterkind
Als Priesterkind wird ein Kind bezeichnet, dessen Vater ein Priester ist.

## Allgemeine Situation
Kinder von Priestern leben meist in einer Sondersituation. Eine besondere Problematik besteht in den Kirchen, die ihren Priestern einen Pflichtzölibat auferlegen. So vor allem im lateinischen Teil der römisch-katholischen Kirche, während im unierten Teil keine entsprechende Zölibatspflicht besteht.

## Römisch-katholische Kirche

### Kirchenrechtliche Situation
Priester des lateinischen Teils der römisch-katholischen Kirche unterliegen heute und seit 1139 kirchenrechtlich verbindlich dem Zölibatsversprechen, ihr Amt ehelos und sexuell enthaltsam auszuüben (vgl. dazu Codex Iuris Canonici (CIC), Canon 277 § 1 CIC).
Aktuell ist eine Annahme der Vaterschaft kirchenrechtlich möglich, ohne dass der betroffene Priester dadurch sein Amt verliert. Für einen weiteren Verbleib im aktiven Priesteramt ist jedoch die Beendigung der sexuellen Beziehung zur Mutter notwendig. Andernfalls erfolgt automatisch die Suspension des Priesters. Genaue Festlegungen zum Umgang mit zölibatsbrüchigen Priestern und Ordensangehörigen in einzelnen Diözesen und Orden sind bisher nicht bekannt. Grundsätzlich sind sexuelle Beziehungen entgegen der übernommenen Zölibatsverpflichtung ein individuelles Vergehen des jeweiligen Priesters oder Ordensangehörigen. Gemäß dem Kirchenrecht obliegt es dem zuständigen Ordinarius, darauf entsprechend zu reagieren.
Im Februar 2019 verabschiedete die Kongregation für den Klerus neue Leitlinien für Priesterväter, wonach wegen einer Vaterschaft einem Priester nicht automatisch gekündigt wird. So muss ein Priester nicht in jedem Fall suspendiert werden, dessen Kind in eine stabile Familie kommt, in der jemand anderes die Vaterrolle einnimmt. Ähnliches gilt, wenn die Vaterschaft eines Priesters erst bekannt wird, wenn seine Kinder bereits erwachsen sind. Dann liegt es am Bischof, eine Einzelentscheidung zu treffen.
Über die Suspension hinausgehend kann ein Priester, der eine sexuelle Beziehung eingegangen ist, auch laisiert werden. Normalerweise ist dies die kirchenrechtliche Folge der Fortsetzung dieser Beziehung. Auf der anderen Seite ist die Laisierung jedoch auch notwendig, damit ein aus seinem Amt entlassener Priester kirchenrechtlich erlaubt heiraten kann. Traditionell ist dies nach einer – bei Diakonen aus schwerwiegenden Gründen, bei Priestern aus sehr schwerwiegenden Gründen möglichen – vom Papst autorisierten Dispens von der Zölibatsverpflichtung (Laisierung) möglich. Der Priester verliert damit aber alle dem klerikalen Stand eigenen Rechte (vgl. dazu den Canon 290–292 CIC). Mitte 2009 erklärte die Kleruskongregation, die Laisierung von Priestern solle künftig vereinfacht werden, um dadurch rechtliche Klarheit und auch eine für die Betroffenen bessere Situation zu erreichen.
Der erneuerte CIC von 1983 hat im Unterschied zur CIC-Fassung von 1917 (can. 984) das auch für Priesterkinder geltende Weihehindernis „ex defectu“ der illegitimen Geburt nicht mehr übernommen.
Bezüglich der unterhalts- sowie erbrechtlichen Ansprüche gilt für Priesterkinder das jeweils vor Ort gültige Zivilrecht, darunter in Deutschland auch das seit 1. April 1998 geltende Erbrecht, wonach unabhängig von einer Heirat der Eltern das Kind zu den gesetzlichen Erben der ersten Ordnung, und zwar sowohl nach der Mutter als auch nach dem Vater, zählt. Damit wurde die bis dahin bestehende Benachteiligung unehelicher Kinder aufgehoben.

### Geschichtliche Entwicklung bis zur Neuzeit
Bereits im 2. Jahrhundert gab es im Christentum Ansätze zur Ausbildung klerikaler Dynastien (Nepotismus), die bereits durch Origenes († 253/254) verurteilt wurden. In Abgrenzung zu den Leviten des Judentums sollten die „Priester des Neuen Bundes“ nur „Kinder im Glauben“ haben. Papst Leo der Große (440–461) hat dann den Ehelosigkeitszölibat vor der Subdiakonenweihe eingeführt, der in der römisch-katholischen Kirche bis heute für Bewerber auf das Priesteramt ab der Diakonenweihe gilt. Im Unterschied zu den Teilkirchen im Osten verfestigte sich im Westen die allgemeine Verpflichtung der Priester zur Ehelosigkeit allmählich. Dennoch gab es bis 1139 auch verheiratete Priester, da die Geltung des Enthaltsamkeitszölibats nach der Subdiakonenweihe regional und vom Verbindlichkeitsgrad her umstritten war. Bis 1139 kann somit zwischen Priesterkindern unterschieden werden, die von verheirateten Priestern vor bzw. nach der Subdiakonenweihe gezeugt wurden oder von unverheirateten Priestern nach der Subdiakonenweihe. Während letztere aus kirchenrechtlicher Sicht aufgrund des Zölibatsversprechens grundsätzlich als illegitim, weil unehelich angesehen wurden, galt dies bei verheirateten Priestern nur für diejenigen, deren Väter bei der Zeugung bereits formell ein Enthaltsamkeitsversprechen abgelegt hatten.
Unabhängig von diesen kirchenrechtlichen Klassifizierungen wurden Regelungen für den Umgang mit Priesterkindern getroffen. Hatte bereits Kaiser Justinian I. im Codex Iustinianus (can. 45) die Kinder aus solchen „Construpationen“ mit den außerehelichen und blutschänderisch gezeugten Kindern gleichgestellt, versetzte die neunte Synode von Toledo von 655 sie in den Sklavenstand, entzog ihnen also das Erbrecht. Das Konzil von Pavia im Jahre 1022 bestätigte diese Regelungen. Unter anderem wurde der Verlust von Kirchenvermögen beklagt aufgrund von Kindern, die aus dem Zusammenleben eines unfreien Priesters und einer freien Frau hervorgegangen waren, und erneut festgelegt, dass die Kinder der Kleriker als Kirchenhörige unfrei waren und deshalb erbunfähig sein sollten. In der zugehörigen kaiserlichen Bestätigung werden drakonische Strafen ausgesprochen: Landesverweis für Richter, die Klerikersöhnen Freiheitsbriefe ausstellen; Auspeitschen und Verbannung für freigeborene Mütter von Priesterkindern; Abhauen der rechten Hand von Schreibern, die Besitztitel für Priesterkinder ausstellten. 1031 wurde von der Synode von Bourges nicht nur verboten, einen Kleriker zu heiraten, sondern auch Kinder eines Klerikers. Im Kanon 8 schließt diese Synode explizit auch die Klerikerkinder wie alle illegitimen Kinder unter Berufung auf 1 Mos 23,2  von den Weihen aus.
Auch nach 1139 gab es Priester, die trotz ihres jetzt rechtlich eindeutig verbindlichen Zölibatversprechens, ehelos und enthaltsam zu leben, sexuellen Kontakt mit Frauen hatten, und infolgedessen kam es auch immer wieder zur Vaterschaft. Bis ins 15. Jahrhundert war die Beurteilung und Akzeptanz von Konkubinaten vor allem auch von der Existenz von Kindern aus solchen Beziehungen abhängig. Die Behandlung von Klerikerkindern war immer wieder Gegenstand kirchlicher Entscheidungen. So verboten das Konzil von Basel und einige Synoden am Ende des 15. Jahrhunderts ausdrücklich, dass Pfarrerskinder im Pfarrhaus lebten. Hinzu kamen zum Beispiel Verbote, bei der Messe zu ministrieren. Vor allem aufgrund von päpstlichen Supplikenregistern lässt sich die Existenz und Behandlung von Klerikerkindern im Spätmittelalter dokumentieren. Priestersöhne wurden schließlich aufgrund ihres Defectus natalium („Geburt aus einem unrechtmäßigen Schoß“) von der Priesterweihe ausgeschlossen, allerdings mit der Möglichkeit einer Befreiung durch päpstliche bzw. bischöfliche Dispens oder durch das Ablegen eines Ordensgelübdes. Sowohl die Aufnahme von Klerikerkindern wie auch der Umgang mit Kindern von Mönchen führten nachweislich zu Problemen in klösterlichen Gemeinschaften.
Wohl bekanntestes Priesterkind des Spätmittelalters, das mit einem solchen Defectus natalium persönlich zu kämpfen hatte, war Erasmus von Rotterdam. Der Reformator und Priestersohn Erasmus Alber zählt es zu den Verdiensten der Reformation, dass evangelische Priesterkinder nicht als Hurenkinder benannt würden, so wie es ihm selbst noch widerfahren sei. Während Rolf Sprandel zum Ergebnis kommt, dass Priesterkinder „im Spätmittelalter die unglücklichsten unter den unehelichen“ wurden, schränkt Klaus Schreiner ein, dass Klerikersöhne zwar durch ihre Geburt auf eine Stufe mit Personen niedrigen Standes gestellt wurden, andererseits aber das Schicksal aller unehelichen Kinder teilten und dass es auch eindrucksvolle Beispiele der Fürsorge gebe.
Einige Reformatoren oder Begründer von neuen christlichen Denominationen waren illegitime Söhne katholischer Priester. Bekannte Beispiele sind neben dem schon erwähnten Erasmus Alber die Mitarbeiter Zwinglis Leo Jud und Heinrich Bullinger sowie der Mitbegründer der Mennoniten Dirk Philips, der Mitbegründer der Zürcher Täuferbewegung Felix Manz und der Reformator Simon Sulzer.
Papst Pius V. verschärfte 1571 abermals das Erbrecht von Priesterkindern, und Sixtus V. verbot 1590 den Priestern jegliches Testieren für selbstgezeugte Kinder.

### Schätzungen zur Zahl der Betroffenen
Es gibt keine genauen, aktuellen Zahlen über Kinder von Priestern der römisch-katholischen Kirche. Schätzungen von Betroffeneninitiativen gehen von mehreren Tausend Priesterkindern in Deutschland aus. Die im Anschluss an einen Spiegel-Artikel aus dem Jahre 2002 häufig zu findende Zahl von „rund 3000“ geht den Autoren zufolge ebenfalls auf die Schätzung einer Betroffeneninitiative zurück, nach der „rund 9000 der insgesamt fast 17 000 deutschen katholischen Geistlichen … sexuelle Beziehungen unterhalten“ sollen und davon „jeder dritte ein Kind gezeugt haben“ soll.
Die Deutsche Bischofskonferenz nannte die Zahlen „völlig aus der Luft gegriffen“; nach ihrer Auffassung entbehrten sie jeder Grundlage. Auch die Vereinigung katholischer Priester und ihrer Frauen (VkPF) wollte keine konkreten Schätzungen abgeben, wies aber darauf hin, dass der Verein in den letzten 19 Jahren vor 2002 etwa 600 bis 700 Mitglieder hatte. Auch von der Initiativgruppe vom Zölibat betroffener Frauen sind keine Schätzungen bekannt.
Unter anderem das Bistum Würzburg verweist darauf, dass ein Priester die Vaterschaft nicht melden müsse und von Seiten des Bistums keine gezielten Nachforschungen angestellt würden; daher lägen dem Bistum keine Zahlen über Priesterkinder vor.
Für die Schweiz hat der Verein für vom Zölibat betroffene Frauen (ZöFra) 2003 im Rahmen einer eigenen Erhebung 146 Kinder von Priestern und Geistlichen registriert. Dabei war damals schon eine steigende Anzahl von Kindern anzunehmen, weil die Organisation von 91 Priestern im Amt wusste, die eine heimliche, andauernde Beziehung zu einer Frau hatten. Ferner wussten sie von 310 Priestern oder Ordensleuten, die in den Jahren davor in Partnerschaften mit Frauen waren. ZöFra rechnete damals schon mit einer hohen Dunkelziffer.

### Öffentliche Diskussion und mediale Rezeption nach 1950
1952 verlor Fridolin Stier nach dem Bekenntnis zu seiner Tochter seinen Lehrstuhl für Altes Testament in Tübingen und wurde infolgedessen zum Honorarprofessor der Philosophischen Fakultät ernannt. Hans Küng sieht diesen Vorgang in seinen Erinnerungen als „Degradierung“. bzw. „Abschiebung“.
In den Jahren 1966/1967 verbreitete Luise Rinser in ihrem Roman Ich bin Tobias und in ihrem Buch Zölibat und Frau das Gerücht („sagt man“), in Belgien und andernorts gebe es eigens für Priesterkinder errichtete Heime. Sie beklagte das damit verbundene Schicksal dieser Kinder, als elternlose Kinder aufwachsen zu müssen.
Als 1970 der Heilige Stuhl anordnete, dass Priester jährlich am Gründonnerstag die Gelübde der Keuschheit und des Gehorsams vor ihrem Bischof erneuern sollten, forderten 84 Theologen in einer Resolution einen freimütigen Dialog mit Rom über den Zölibat. Bei ihnen und in der öffentlichen Wahrnehmung spielten seinerzeit weder die davon betroffenen Priesterkinder noch ihre Mütter eine Rolle. Im selben Jahr hatte Fritz Leist in seinem Buch Der sexuelle Notstand und die Kirchen auf die Gesamtproblematik des Zölibats und der Sexualmorallehre der kath. Kirche für Priester und Frauen hingewiesen.
Auch in der Berichterstattung über Georg Denzler, der nach der Geburt seines Sohnes Paul 1973 vom Augsburger Bischof Josef Stimpfle die suspensio a divinis erhalten hatte und dem vom Bamberger Bischof Josef Schneider ab 1. Juli 1973 auch für die Erzdiözese Bamberg jedweder priesterliche Dienst verboten wurde, wurden die möglichen Folgen für die Kinder von Priestern noch kaum in den Blick genommen. Nachdem der Vatikan 1976 den Antrag des mittlerweile zweifachen Vaters Denzler, ihn vom Zölibat zu befreien und verheiratet als Priester wirken zu lassen, endgültig abgelehnt hatte, wurde in den Medien zwar verstärkt auf die Vaterschaft Denzlers, aber nicht auf die Situation der Priesterkinder abgehoben. Auch in den siebziger und achtziger Jahren veröffentlichte Briefe, Selbstzeugnisse und Interviews von Priesterfrauen schildern, wenn von den Kindern die Rede ist, weniger deren konkretes Schicksal, sondern die Frage, wie die Kirche in jenen Fällen mit ihnen als Frauen umging, wenn Kinder mit im Spiel waren.
In der Öffentlichkeit stark diskutiert wurde der australisch-amerikanische Fernsehmehrteiler Die Dornenvögel des Regisseurs Daryl Duke von 1983 nach dem gleichnamigen Roman der australischen Schriftstellerin Colleen McCullough von 1977. Die Mutter ließ dabei den Priester in Unkenntnis ihrer Schwangerschaft. Dieser erfährt von seiner Vaterschaft erst, als sein Sohn Dane, der unter seinen Fittichen selbst Priester geworden war, stirbt. Obwohl der Film sich vor allem auf die Beziehung der Eltern und damit auf das Thema des Zölibats konzentriert, wird seither in den Medien auch die Priesterkindthematik mit dem Motiv der Dornenvögel verknüpft.
1990 hat der amerikanische Psychotherapeut A. W. Richard Sipe, selbst laisierter Priester und Familienvater, in seinem 1992 auf Deutsch erschienenen Buch über Sexualität und Zölibat auch die Priesterkinderproblematik angesprochen. Der Jesuit und Soziologe Joseph Henry Fichter publizierte 1992 in seinem Buch Wives of Catholic clergy ein Kapitel über Children of resigned priests, basierend auf einer Umfrage unter 385 Priesterkindern über 14 Jahren, deren Eltern 1990 Mitglied im Corps of Reserve Priests United for Service waren. Die Ergebnisse legen nahe, dass Priesterkinder, deren Väter ihr Amt niedergelegt und eine Familie gegründet haben, mehrheitlich eine weitgehend normale Kindheit erlebt haben. Da in der Regel auch das familiäre und befreundete Umfeld wusste, dass der Vater Priester ist, wurde der Neuheitseffekt meist bald durch den Gewöhnungseffekt abgelöst. Als eher positiver Sonderstatus wurde erlebt, wenn die Priesterväter – entgegen den kirchenrechtlichen Bestimmungen – im Familien- und Nachbarschaftskreis weiterhin die Eucharistie gefeiert haben. Die allermeisten stehen für den Fall einer Wiedereinsetzung ihrer Väter in ihr Amt einem Leben im Pfarrhaus reserviert gegenüber.
1992 trat der siebzehnjährige Peter Murphy an die Öffentlichkeit mit der Behauptung, Eamon Casey, Bischof von Galway in Irland, sei sein Vater und dieser habe seine Mutter gedrängt, ihn zur Adoption freizugeben, was diese allerdings nicht tat. Casey erkannte daraufhin die Vaterschaft an, erklärte seinen Rücktritt als Bischof und ging als Missionar nach Ecuador. 1993 veröffentlichte seine Mutter gemeinschaftlich mit Peter de Rosa ihre Autobiographie. Als ebenfalls 1993 der mit Casey befreundete und durch seine Fernsehtätigkeit bekannte irische Priester Michael Cleary starb, machte seine Lebensgefährtin Phyllis Hamilton dessen Doppelleben als Familienvater öffentlich. Cleary hatte mit Hamilton zwei Kinder, das erste hatten sie zur Adoption freigegeben.
Im Jahre 1994 machte die Autorin Karin Jäckel in ihrem Buch Sag keinem, wer dein Vater ist! erstmals direkt und ausdrücklich auf die Situation von Priesterkindern aufmerksam. Es kommen insgesamt 136 betroffene Frauen, Männer und Kinder in Briefen, Berichten und Interview-Protokollen zu Wort. Diese Texte und ähnliche Berichte legen nahe, dass sich eine für die Familie erträgliche Situation in der Regel nur durch den Rücktritt des Vaters vom Priesteramt bzw. eine Laisierung erreichen lässt. 2002 verfasste Jäckel gemeinsam mit Thomas Forster, dem Sohn des Ex-Benediktiners Anselm Forster und seiner Kollegin an der Ordensschule und späteren Frau Gisela Forster, den autobiographischen Erfahrungsbericht …weil mein Vater Priester ist.
1995 fand der Fall des Bischofs Hansjörg Vogel öffentliche Aufmerksamkeit, der sein Amt als Bischof von Basel niederlegte, als bekannt wurde, dass er Vater einer Tochter werde. Er heiratete die Mutter. Im Herbst 1996 trat Roderick Wright, Bischof von Argyll, zurück, nachdem sein Liebesleben öffentlich bekannt wurde, unter anderem auch, dass er einen Sohn mit Joanne Whibley hatte. Sein Sohn Kevin distanzierte sich damals in einer Fernsehsendung vom Verhalten des Vaters.
Seit 2002 beschäftigten sich die Spiegel-Redakteure Annette Bruhns und Peter Wensierski mit dem Thema. Im Mittelpunkt eines ersten Spiegel-Artikels im Dezember 2002 Gottes heimliche Kinder steht anonymisiert die Situation eines Priesters, der mit seiner Geliebten als Pfarrhaushälterin und ihrem gemeinsamen Kind im Pfarrhaus zusammenlebt. Der Artikel enthält außerdem einen Rückblick auf den schon bei Jaeckel berichteten Fall der Familie Forster. Verbunden ist der Artikel mit dem separaten Bericht einer fünfzehnjährigen Priestertochter und einem Interview mit Eugen Drewermann. Wensierski und Bruhns schildern anhand von diversen Einzelfällen ebenfalls die belastende Situation, in der sich Priesterkinder aufgrund der Sonderrolle ihres Vaters befinden. Dies verbinden sie mit zahlreichen kritischen Anfragen an das sich aus den Darstellungen ergebende Verhalten kirchlicher Stellen, das nach ihrer Meinung den Priesterkindern zusätzliche Belastungen auferlege und zur Tabuisierung von deren Situation beitrage. (Siehe hierzu: Allgemeine Situation.) Der Bericht wurde seitens der Deutschen Bischofskonferenz scharf kritisiert. So seien die Zahlenangaben „aus der Luft gegriffen“, und außerdem werde der fälschliche Eindruck erzeugt, dass Priester in Deutschland ihr Zölibatsversprechen mehrheitlich nicht ernst nähmen; durch eine Aneinanderreihung von Einzelfällen erzeuge der Bericht den Eindruck des Typischen, ohne der Wahrheit gerecht zu werden. Mit dem Bericht einig war man sich jedoch in der Feststellung, dass der Bruch des Zölibatsversprechens durch einen Priester menschlich sehr belastende Folgen nach sich ziehe.
Im Februar 2004 erschien im Spiegel ein Interview mit Hans-Jochen Jaschke, Weihbischof des Erzbistums Hamburg. Anlass für das viel beachtete Interview war die Mitte Februar 2004 erschienene zusammenfassende Buch-Publikation der beiden Spiegel-Redakteure, wiederum unter dem Titel Gottes heimliche Kinder. Im Kontext dieser Auseinandersetzung wurde auch der Fall des Pfarrers Anton Aschenbrenner diskutiert, der nach seiner Heirat Ende Januar 2003 mit einer evangelischen Religionslehrerin suspendiert wurde. Am 5. April des Jahres wurde er Vater.
Ab 2004 machte die Pfarrerstochter Veronika Egger durch ihre Mitwirkung an der ARD-Fernsehdokumentation „Unser Vater ist katholischer Priester“ der NDR-Reporterin Rita Knobel-Ulrich, ausgestrahlt am 14. November 2004, sowie an weiteren Berichten unter anderem in der Süddeutschen Zeitung auf die Situation von Priesterkindern aufmerksam. Der ARD-Beitrag führte allerdings beim Bistum Osnabrück zu Verstimmungen, da man sich in mehreren Punkten falsch dargestellt sah. So würden Priesterkinder im Bistum Osnabrück nicht als Tabu behandelt. Man habe stattdessen alle Fragen sehr offen beantwortet; außerdem seien in dem Film einige Fragen und Antworten neu zusammengeschnitten worden, so dass mitunter ein völlig falscher Eindruck entstanden sei. Veronika Egger hat in dieser Zeit gemeinsam mit der Tochter eines Ordenspriesters ein Internetforum begründet.
Das 2008 veröffentlichte Buch Familiengeheimnisse und Tabus von Dorothee Döring enthält einen Abschnitt über „die heimlichen Kinder katholischer Priester“. Darin verwies sie unter anderem auch auf Fernsehsendungen, die das Thema aufgegriffen hatten. Am 22. Mai 2006 berichtete Michael Mendl in der Talkshow Beckmann von seinen Erfahrungen als Kind eines katholischen Priesters. 2007 sendete das ZDF in der Reihe ML Mona Lisa einen Beitrag unter dem Titel Mein Vater war ein Pfarrer.
Anfang Februar 2009 wurde im Zuge von mittlerweile anerkannten Missbrauchsvorwürfen gegen Pater Marcial Maciel, Gründer der Kongregation der Legionäre Christi, bekannt, dass er mit zwei Frauen mehrere Kinder gezeugt hatte. Ebenfalls im Frühjahr 2009 wurde international der Fall des früheren Bischofs von San Pedro und jetzigen Staatspräsidenten von Paraguay, Fernando Lugo, diskutiert, der 2005 als Bischof zurückgetreten war, im Dezember 2006 um Laisierung nachsuchte und diese im Sommer 2008 autorisiert bekam. Nachdem er in einer Pressekonferenz am 13. April 2009 eingestanden hatte, Vater eines im Mai 2007 geborenen Sohnes zu sein, meldeten sich mehrere Frauen, die behaupteten, ebenfalls Kinder von ihm zu haben.
Im Herbst 2009 wurde das Thema in der Tatort-Folge Tempelräuber des Regisseurs Matthias Tiefenbacher nach dem Drehbuch von Magnus Vattrodt aufgegriffen. Als Tempelräuber werden demnach in konservativen Kirchenkreisen die illegitimen Priesterkinder bezeichnet, weil sie der Kirche ihre Erzeuger rauben, wenn die Zeugung ans Licht kommt. Der Kommissar moniert, dass alle „‚Vater‘ zum Priester“ sagen könnten, aber „die eigenen Kinder … ‚Onkel‘“ sagen müssten. Der vom Film verwendete Titel stammt aus dem Erfahrungsbericht Ich, Sacrilegus des Priesterkindes Johannes Kraus, der sein persönliches Erlebnis mit der augustinischen Sicht der Erbsündenlehre zusammenbringt, dies verallgemeinert und auf die heutige Situation überträgt. Eine Betitelung speziell von Priesterkindern als „sacrilegus“ oder „Tempelräuber“ ist allerdings weder für das Mittelalter noch für die Neuzeit belegbar. Im mittelalterlichen Zusammenhang galten alle unehelichen Kinder als Träger eines „defectus natalium“ und wurden häufig als Bastarde diskriminiert.
Ende Oktober 2009 kam es in der ZDF-Talksendung Markus Lanz zu einer Diskussion zwischen dem 2003 nach seinem öffentlichen Bekenntnis zu seiner Familie suspendierten Priester Anton Aschenbrenner, dem Priestersohn David Weber und Weihbischof Hans-Jochen Jaschke. Der Fall von David und seiner Mutter Wiltrud Weber war 2008 durch ihren Sitzstreik vor der Hochschule des Jesuitenordens in St. Georgen wieder stärker in den Medien präsent, mit dem sie ihrer Forderung nach einer Entschuldigung und Entschädigung an den Jesuitenorden Nachdruck verleihen wollten, während die deutsche Provinz der Jesuiten betonte, der 2004 gestorbene frühere australische Jesuiten-Provinzial Francis Kelly sei „für seine Beziehungen und die daraus stammenden Verpflichtungen selbst verantwortlich“ gewesen und man sei daher „für die Forderungen in keiner Weise zuständig“. Bereits 1992 war im Spiegel erstmals über Wiltrud Weber und ihren Sohn berichtet worden. Die von Weber und weiteren Unterstützern ins Leben gerufene Initiative Menschenrechte für Priesterkinder sammelt seit Januar 2009 Unterschriften, da die römisch-katholische Kirche ihrer Auffassung nach gegenüber den Töchtern und Söhnen ihrer Priester und Ordensleute (im Amt) die Menschenrechte nicht einhalte.
2010 erlangte der Fall des Pfarrers Michael Sell aus Hammelburg größere Aufmerksamkeit. Dieser war, nachdem er seine Vaterschaft eingeräumt hatte, vom Würzburger Bischof Friedhelm Hofmann suspendiert worden, was zu heftigen Reaktionen in der Gemeinde führte. Mehrere tausende Kirchenmitglieder äußerten ihre Solidarität mit dem Pfarrer, andere Gemeindemitglieder übten jedoch auch Kritik an Sells Verhalten.
Im März 2011 lief der Fernsehfilm Am Kreuzweg von Regisseur Uwe Janson nach dem Drehbuch von Rodica Doehnert. Die Kinder wissen zunächst nicht, dass der Pfarrer Conrad Feninger als guter Freund ihrer Familie auch ihr Vater ist. Als sich der 19-jährige Georg, inspiriert durch das Vorbild des Pfarrers, entschließt, selbst Priester werden zu wollen, drängt die Mutter den Pfarrer, dem Sohn die Wahrheit zu sagen. Als Georg von der Lebenslüge seiner Eltern erfährt, macht er beiden Vorwürfe und sucht bei seinem Freund, einem Priesteramtskandidaten, Hilfe. Durch diesen erfährt der Bischof von dem Vorfall und drängt den Pfarrer, sich von seiner Lebensgefährtin zu trennen; wenn Mutter und Kind schwiegen, könne Conrad sein Amt behalten. Erst nach langem Ringen bekennt sich der Pfarrer vor seiner Gemeinde zu seiner Familie, worauf er suspendiert wird und seine Lebensgefährtin ihre Stelle als Ärztin am katholischen Krankenhaus verliert. Bei der Entstehung des Drehbuchs war laut eigener Auskunft die Vereinigung katholischer Priester und ihrer Frauen involviert, die im Film auch genannt wird. Während die Vereinigung davon spricht, dass der Film ein höheres Identifikationspotenzial für die Betroffenen biete als themenverwandte Filme, kritisierte der Journalist Patrick Bahners, dass vor einer anachronistischen barocken Kulisse ein spießbürgerliches Familiendrama entfaltet und dabei mit trivialpsychologischen Phantasien gearbeitet werde.
Im April 2011 strahlte das ORF2-Magazin Kreuz und quer den Beitrag Das Priesterkind über Julia Ramsmaier aus. Sie ist die Tochter des indischen Priesters Alcantara Gracias, der von 1986 bis zu seinem Tod 2009 als Pfarrer in Steyr wirkte.
Am 8. Januar 2014 bekannte sich Stefan Hartmann in einer Sendung im SWR mit Einwilligung seiner inzwischen 24-jährigen Tochter Katharina Philipp öffentlich zu ihr und löste damit eine längere Debatte über Zölibat und die Situation von Priesterkindern aus. Die Beziehung zur Mutter war bereits vor der Geburt auseinandergegangen, die Geburt des Kindes hatte er damals seinem Bischof selbst angezeigt. Im Rückblick sah er aber jetzt „das lange Schweigen“, das „durch nichts gut zu machen“ sei, als feige an. Aufgrund seiner Aussage, der Zölibat sei ein „Anachronismus, der der Kirche schadet“, ermahnte ihn das Erzbischöfliche Ordinariat Bamberg, sich ab sofort jeder weiteren Äußerung zum Zölibat und anderen damit zusammenhängenden Themen zu enthalten. Im anschließenden Gespräch zwischen Hartmann und Erzbischof Ludwig Schick wurde die Ermahnung ausdrücklich auf das mediale Infragestellen des Zölibates beschränkt und betrifft nicht das Bekenntnis zu seiner Tochter. Hartmann erklärte sich zu dieser öffentlichen Zurückhaltung bereit.
Christoph Paul Hartmann veröffentlichte im Januar 2021 unter Leben im Unklaren: Das schwierige Los von Priesterkindern einen Überblick, wonach der innerkirchliche Umgang mit der Vaterschaft von Priestern und ihren Kindern sehr unterschiedlich in der Weltkirche gehandhabt wird. Dabei verwies er auch auf die unklare Datengrundlage und umstrittene Zahlen sowie auf das inhaltlich unbekannte Vatikan-Dokument von 2017 Anmerkung zur Praxis der Kongregation für den Klerus in Bezug auf Kleriker mit Nachkommen.
2025 erschien der Roman Die widerspenstige Hand von Nils Dorenbeck, dessen Hauptfigur der verheimlichte Sohn eines Priesters ist. Der Roman beschäftigt sich unter anderem mit den seelischen Folgen, die die Verbotenheit der eigenen Existenz und das Verheimlichen-Müssen des Vaters für das betroffene Kind noch im Erwachsenenalter haben können.

### Allgemeine Situation
Hauptkritikpunkt vieler Priesterkinder ist die vielfache Tabuisierung ihrer Situation. So berichten Priesterkinder davon, dass entweder ihre Herkunft oder sogar ihre Existenz von den Eltern verheimlicht würden. Dies geschehe sowohl aus der Angst der Väter vor den beruflichen Konsequenzen als auch aus Angst vor der gesellschaftlichen Reaktion auf das Bekanntwerden des Zölibatsbruches durch einen Priester. Nach Aussagen des deutschen Jugendpsychiaters Horst Petri aus dem Jahre 2010 wüchsen Priesterkinder mitunter in einem Scham-Schuld-Komplex auf, in den auch die Eltern eingebunden seien; die Traumata, die Priesterkinder in gewissen Situationen erlitten, gingen sogar über die Belastungen hinaus, denen Trennungs- und Scheidungskindern ausgesetzt seien. Eugen Drewermann beschrieb die Situation von Priesterkinder 2002 als „Anhäufung an Leid“. Auf der anderen Seite gibt es jedoch Priesterkinder, die ihrer Situation auch etwas Positives abgewinnen können bzw. sich mit dieser ohne weitere Belastungen arrangieren. Dies gilt vor allem, wenn sich die familiäre Gesamtsituation frühzeitig in einem für die Kinder positiven Sinne klärt.
Die Kritik an der Situation der Priesterkinder geht vor allem in medialen Darstellungen oft auch in eine generelle Kritik des katholischen Priesteramtsverständnisses, des Zölibats sowie des Verhaltens der römisch-katholischen Kirche als solcher über. So schaffe die Verbindung von Priesteramt und Zölibat eine Situation, in der etwa die Angst vor dem Verlust der abgesicherten Stellung ursächlich dafür sei, dass Priester und auch Ordensangehörige ihre Angehörigen mitunter zur Verheimlichung drängten, die wiederum für die davon betroffenen Kinder zu hohen psychischen Belastungen führe. So hieß es etwa im Spiegel-Artikel von 2002: „Wer sich für die Kinder entscheidet, kommt um eine weitere Entscheidung nicht herum: Bekennt er sich zu seinem Nachwuchs, muss er seinen Beruf aufgeben – will er Priester bleiben, muss er sein Kind öffentlich leugnen.“ Beliebte „Modelle“ zur Verheimlichung der Väter gegenüber den Kindern sollen die Lüge von dessen frühem Tod oder aber die „Onkel-Tarnung“ sein, welche dem verantwortlichen Priester oder Ordensangehörigen ungehindert und unverdächtig Zugang zu seinem Kind verschaffe.
An dieser Stelle üben viele Priesterkinder schwere Kritik am Verhalten ihrer Eltern. So „enttarnte“ ein 33-jähriger Franzose seinen Vater, indem er jedem Einwohner eines Dorfes in der Normandie einen Brief zukommen ließ. Nach eigener Aussage hatte der Franzose es „satt“, dass sein Vater unbehelligt sein Leben weiterführe, während er selber immer noch unter der Situation leide. Auch Veronika Egger warf ihrem Vater vor, sich kaum um sie gekümmert und alle Belastungen ihrer Mutter aufgebürdet zu haben. Annette Bruhns berichtet davon, dass alle miteinbezogenen Eltern der in ihrem Buch erwähnten Kinder sich bewusst waren, welch Belastungen sie ihren Kindern zugemutet hatten. Matthias Drobinski hingegen weist darauf hin, dass es durchaus auch Väter gebe, denen der „Schwebezustand, der sie zu nichts verpflichtet“, gar nicht unangenehm sei.
Kirchenrechtlich ist eine Anerkennung der Vaterschaft bei gleichzeitigem Verbleib im Amt zwar möglich, jedoch setzt dies die Beendigung der sexuellen Beziehung zur Mutter voraus (siehe Kirchenrechtliche Situation). In dieser Situation wird in Richtung kirchlicher Stellen der Vorwurf erhoben, dass diese mitunter die Kontaktaufnahme zwischen Vätern und Kindern zu behindern versuchten, beispielsweise durch möglichst weit entfernte Versetzung. Seitens der Diözesen und Ordensleitungen sollen Mütter außerdem im Ausgleich für Unterhaltszahlungen zum Verschweigen der Herkunft des Kindes verpflichtet worden sein. Im Rückblick auf den schon bei Jaeckel berichteten Fall der Familie Forster wird im Spiegel-Artikel von 2002 dazu behauptet, dass es Alimente nur gegen Verschwiegenheit von Mutter und Kind gebe. Darüber hinaus soll es Fälle geben, in denen Unterhaltszahlungen verweigert würden.
Ein hierfür relevanter Sonderfall sind die Angehörigen solcher Orden, die ein Armutsgelübde abgelegt haben und dadurch über kein eigenes Einkommen und Vermögen verfügen. Manche Orden treten freiwillig für die Unterhaltsverpflichtungen ihrer Mitglieder ein. Andere Orden hingegen sehen sich nicht in der Verantwortung für etwaige Unterhaltszahlungen, was wiederum von Betroffenen und Autoren scharf kritisiert wird.
In Reaktion auf die am Verhalten kirchlicher Stellen vorgebrachte Kritik sprach sich Weihbischof Hans-Jochen Jaschke im Februar 2004 gegenüber den beiden Spiegel-Redakteuren gegen eine Tabuisierung und für einen offenen Umgang mit der Situation von Priestern aus, die Beziehungen unterhalten und Vater werden. Gleichzeitig verteidigte er das Festhalten der Kirche am Zölibat als Bedingung für das Priesteramt und betonte stattdessen individuelle Verantwortung und Wahlmöglichkeiten des betroffenen Priesters: „Der Priester muss zu seiner Verantwortung stehen. Er kann entweder sagen: ‚Das war ein Fehltritt, dessen Konsequenzen ich trage, aber ich möchte im Amt bleiben und die Frau nicht heiraten, werde jedoch im Rahmen meiner Möglichkeiten für das Kind einstehen.‘ Oder aber er trennt sich von seinem Amt und gründet eine Familie.“ Das Bistum Osnabrück wies kurz darauf die Behauptung zurück, man tabuisiere die Situation von Priesterkindern; tatsächlich beantworte man Anfragen zu dem Thema sehr offen, denn Schweigen bringe nichts, so das Bistum.
Mit Blick auf die arbeitsrechtlichen Konsequenzen verwies Jaschke in seinem Interview zwar auf den Tendenzschutz, aber auch darauf, dass es „inzwischen faire Regelungen für solche Priester“ gebe, die wegen eines Nachkommen ihr Amt aufgeben. So helfe ihnen die Kirche, eine neue Ausbildung zu beginnen, und zahle die Sozialabgaben nach. Außerdem betonte Jaschke, dass – entgegen sich hartnäckig haltender Gerüchte – der Priester die Alimente von seinem eigenen Gehalt zahlen müsse und es weder schwarze Kassen noch Heime für Priesterkinder gebe.
Auch das Ordinariat des Bistums Würzburg betonte gegenüber der Main-Post auf grundsätzliche Leseranfragen hin im Oktober 2009, dass es im Bistum Würzburg keine Zahlungen der Kirche für Kinder von Priestern gebe, sondern der betroffene Priester Unterhaltspflicht und Sorgerecht für sein Kind zu regeln habe. In ähnlicher Weise wiesen auch andere Diözesen Behauptungen zurück, es gebe eigene diözesane Fonds zur Bezahlung der Alimente.
Von den Mitte 2009 durch die Kleruskongregation in Aussicht gestellten Vereinfachungen für die Laisierung von Priestern dürften auch etwaige Priesterkinder profitieren, da dadurch eine schnellere Klärung der Situation möglich wird. Kardinal Cláudio Hummes nahm bei der Vorstellung der Pläne explizit Bezug auf die Situation von Priesterkindern und erklärte, dass diese ein Recht darauf hätten, dass ihr Vater vor Gott und seinem Gewissen in einer rechtlich korrekten Lage sei. „Diesen Menschen zu helfen“ wurde als einer der Gründe für die neuen Regelungen benannt.
Im Zuge der öffentlichen Aufmerksamkeit für das Thema haben sich mittlerweile einige Initiativen von Priesterkindern gegründet. Ziel dieser Initiativen ist zum einen die Vernetzung und gegenseitige Begleitung von Priesterkindern. Zum anderen soll auch die besondere Situation von Priesterkindern in der Gesellschaft stärker bewusst gemacht werden. Als wesentliche Probleme werden von den Initiativen das Verschwinden der eigenen Problemlage von Priesterkindern hinter der von Priesterfrauen und der fortgesetzte Zwang zum Verschweigen ihrer Herkunft aus Rücksichtnahme beispielsweise auf die Väter benannt. Kritisiert wird dabei auch der Umgang der Medien mit diesem Thema; dieser sei zu oft von Schwarz-Weiß-Malerei geprägt und werde dadurch dem Thema nicht gerecht. Welche Anliegen zur Erreichung dieser Ziele konkret beschritten werden sollen, ist jedoch zwischen den Initiativen umstritten. Die Initiative von David Michael Weber setzt den Schwerpunkt beispielsweise vor allem auf eine Verbesserung der rechtlichen Stellung von Priesterkindern.

### Sondersituationen
Da es in den unierten Kirchen des östlich-orientalischen Ritus keinen Pflichtzölibat gibt, gibt es dort Priesterkinder, deren Situation denen orthodoxer Priesterkinder ähnelt.
Außerdem gibt es Kinder, deren Väter erst nach ihrer Geburt entweder aufgrund eines Zölibatsdispenses (seit Papst Pius XII.) als ordinierter Amtsträger einer anderen Konfession zum römisch-katholischen Glauben konvertiert sind oder sich als Witwer zum Priester haben weihen lassen. Bekanntere Beispiele für den ersten Fall sind die Kinder von Peter Gerloff oder Keith Newton, für den zweiten Fall Aloys zu Löwenstein-Wertheim-Rosenberg, als Sohn des Dominikanerpriesters Karl Heinrich zu Löwenstein-Wertheim-Rosenberg, oder Robert Spaemann, als Sohn des Priesters Heinrich Spaemann. Als Klerikerkinder gelten darüber hinaus Kinder von ständigen Diakonen, deren Väter als Viri probati für die Dauer der bestehenden Ehe vom Zölibat dispensiert wurden.

## Priesterkinder im Judentum
Als Priesterkinder werden religionsgeschichtlich all jene Kinder bezeichnet, die von einem Hohenpriester oder von Priestern aus einem Priesterstamm, einer Priesterklasse oder Priesterkaste abstammen. Im Judentum sind dies vor allem die Kinder der Kohanim (Aaroniten) als Untergruppe der Leviten, jenes Stammes, der den Tempeldienst versah. Die ersten Priesterkinder in diesem Sinne waren somit die Kinder Aarons Nadab, Abihu, Eleasar und Itamar. Es folgt unter anderem der Sohn Eleasars Pinchas.
Gemäß Levitikus (Lev 21,6–7 ) darf ein Kohen keine Prostituierte (Hebräisch: sona, allerdings definiert der Talmud eine sona als Frau, die mit einem Mann geschlafen hat, mit dem sie nach der Halacha nicht hätte schlafen dürfen, siehe Jewamot 59b), entweihte Frau (Hebräisch chalala, laut halachischer Definition eine Frau, die einer verbotenen Beziehung eines Priesters entstammt, siehe Kidduschin 77a) oder verstoßene Frau (geruscha) heiraten. Für den Hohenpriester galten zudem weitere Ehebeschränkungen (Lev 21,13–15 ). Somit war auch die Frage nach der Legitimität der Kinder eines Priesters maßgeblich für die eigene Autorität als Priester. So wurden zum Beispiel die Hohenpriester Johannes Hyrkanos I. und Alexander Jannäus nach der Behauptung, sie seien jeweils illegitime Priesterkinder, aufgefordert, ihr Amt niederzulegen. Für Priestertöchter, die als Dirnen galten, legt das Buch Levitikus ausdrücklich die Todesstrafe durch Verbrennen fest (Lev 21,9 ).
Auch in talmudischer Zeit hat die Familienreinheit eine zentrale Bedeutung für die Priesterschaft. Ein Kohen darf demnach keine geschiedene Frau, keine Konvertitin, keine chalutza (kinderlose Witwe) oder anderweitig Entweihte (chalala) heiraten. Auch die Kinder aus solchen Verbindungen werden selbst wieder zu chalalim (Entweihten). Mitunter findet sich als Kennzeichnung dieser „Verweltlichung“ auch die Bezeichnung Profane, in diskriminierender Weise auch der Begriff Mamser (Mischling, Bastard).
Diese Ehebeschränkungen für Kohanim sind im jüdischen Eherecht bis heute prinzipiell gültig, lediglich in Bezug auf Mischehen gibt es traditionell keine verbindliche Entscheidung. Das konservative Judentum hat erst 1996 Ehen zwischen Kohanim und Proselyten oder Geschiedenen erlaubt. Angesichts der fehlenden Zivilehe in Israel führen diese Ehebeschränkungen immer wieder zu Diskussionen zwischen orthodoxen und liberalen Juden.
Im Übergang vom Judentum zum Christentum steht Johannes der Täufer als Sohn des Priesters Zacharias aus der Priesterklasse Abia und der Priestertochter Elisabet (Lk 1,5 ).
Da Rabbiner im Unterschied zu den allermeisten christlichen Priestern, Pfarrern oder Predigern keine priesterlichen Funktionen privilegiert ausüben, sind Rabbinerkinder hier nicht zu behandeln.

## Priesterkinder im japanischen Buddhismus

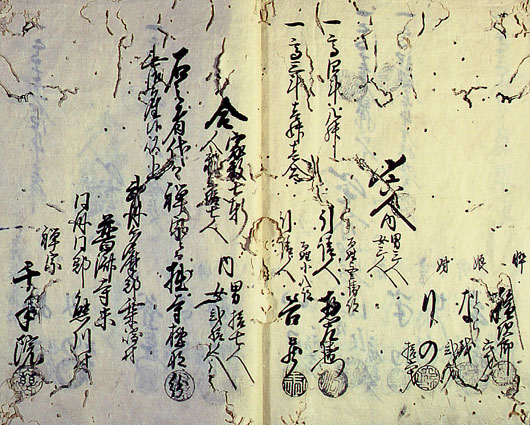
Das shūmon ninbetsu aratamechō, oder danka-Register, des Dorfes Kumagawa (Fussa City Museum).

Aufgrund des Danka-Systems (檀家制度, danka seido), auch bekannt als Jidan-System (寺檀制度 jidan seido) dienten die örtlichen buddhistischen Tempel als Kontroll- und Meldebehörden wie als spiritueller Hort und Begräbnisstätte zugeordneter Haushalte (den danka). Die Tempel stellten für die Haushalte gebührenpflichtige Terauke (寺請制度, terauke seido) aus, die unter anderem als Beweis dienten, dass der betreffende Bürger nicht dem Christentum in Japan angehörte. Die Bescheinigungen werden heute noch freiwillig ausgestellt und dienen zur Finanzierung der Tempel. Die Tempel wurden typischerweise von zölibatären Mönchen geführt, verheiratete Priester waren bis zur Meji Zeit (1868) nur bei der Jōdo-Shinshū, der heute zweitgrößten Konfession des japanischen Buddhismus verbreitet. Die japanische Besatzung führte das Heiratsrecht auch unter anderem in Korea ein, wo es aber nach der japanischen Niederlage wieder aufgegeben wurde.
Die japanische Landflucht und die extrem hohen Immobilienpreise führten dazu, dass die Tempel im ländlichen Bereich ausgezehrt werden, die in den Städten hingegen zunehmend exklusiver Bereich weniger finanzstarker Danka geworden sind. Für die buddhistischen Konfessionen neben der Jōdo-Shinshū war die Zulassung der Priesterheirat ein wesentlicher Einschnitt, die Tempel wurden zunehmend zu Wirtschaftsunternehmen, die ganze Familien ernähren sollten oder mussten.
Entsprechend ist der Druck auf Priesterkinder einer Familie groß, zum einen den Familientempel weiterzuführen, zum anderen einen wirtschaftlich lohnenderen Beruf zu ergreifen, um die anderen zu subventionieren. Es gibt durchaus Fälle, wo ein ältester Sohn einer Priesterfamilie (genauer ein ältester Sohn einer Jōdo-Shinshū-Priesterdynastie) die seit Generationen vorgegebene Aufgabe, das Priestertum zu übernehmen, verweigert und regelrecht ausbricht.